# Calcio ai Giochi della III Olimpiade
Il torneo di calcio della III Olimpiade fu il secondo torneo olimpico. Il Comitato Olimpico Internazionale ha assegnato ufficialmente la medaglia d'oro al Canada, quella d'argento e di bronzo agli Stati Uniti (presenti con due selezioni).

## Avvenimenti

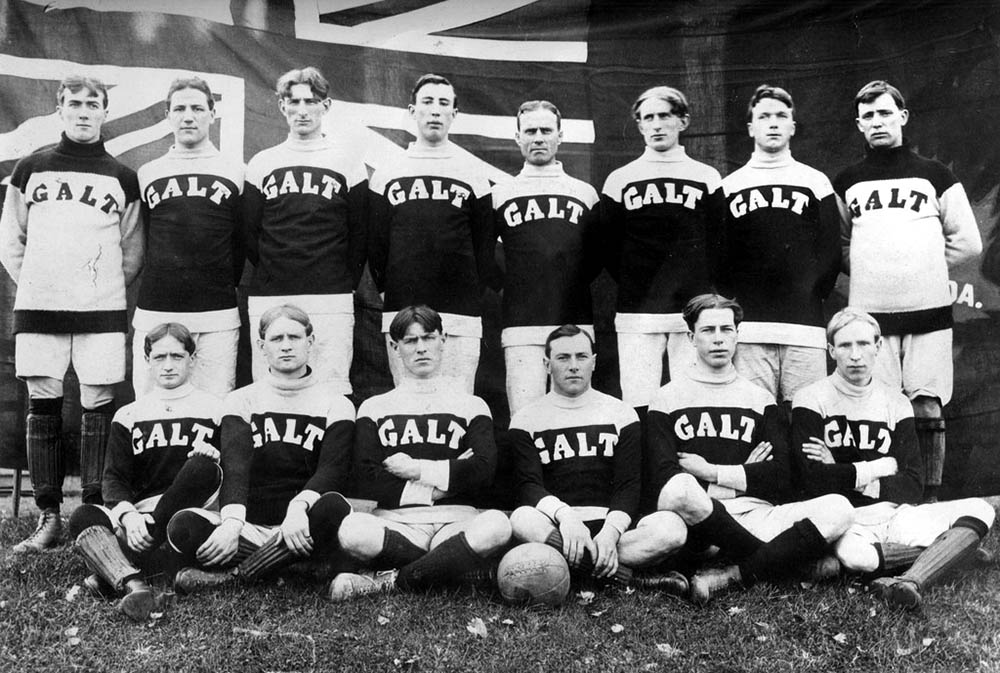
I canadesi del Galt

Al torneo presero parte tre club: il Christian Brothers College, il St. Rose Parish (entrambe di St. Louis, Stati Uniti) e il Galt Football Club (Ontario, Canada). Altre due formazioni canadesi avrebbero dovuto partecipare: i Berlin Rangers (poi ritiratisi per problemi finanziari) ed una selezione dell'Università di Toronto (poi ritiratasi dopo aver perso 5-0 proprio contro il Galt Football Club il 5 novembre 1904, in una competizione regionale dell'Ontario).
La formazione canadese vinse largamente entrambi gli incontri con le formazioni statunitensi e guadagnò facilmente la prima posizione.
In seguito al pareggio per 0-0 nel derby fra Christian Brothers College e St. Rose Parish, che avrebbe permesso di determinare la seconda classificata, la partita venne ripetuta tre giorni dopo: nel replay, si impose il Christian Brothers College per 2-0. Le due formazioni giocarono il 20 novembre anche un incontro valido per la Christian League (il campionato di appartenenza dei due club), finito anch'esso 0-0.

## Risultati e classifica
La classifica replicò le medaglie assegnate.
| Squadra                    | P.ti | G | V | N | P | GF | GS | DR  |
| -------------------------- | ---- | - | - | - | - | -- | -- | --- |
| Galt Football Club         | 2    | 2 | 2 | 0 | 0 | 11 | 0  | +11 |
| Christian Brothers College | 1    | 3 | 1 | 1 | 1 | 2  | 7  | -5  |
| St.Rose Parish             | 0    | 3 | 0 | 1 | 2 | 0  | 6  | -6  |

Di seguito i risultati.
| Arbitro: | McSweeney |

|                            |           |  |
| Hall McDonald Steep Taylor | Marcatori |  |

| Arbitro: | McSweeney |

|                         |           |  |
| Taylor Henderson Twaits | Marcatori |  |

| St. Louis 18 novembre 1904 | St. Rose Parish | 0 – 0* | Christian Brothers College | Francis Field |

*Dopo i 60 minuti regolamentari furono giocati tre tempi supplementari da 10 minuti ciascuno, ma il risultato non si sbloccò. A quel punto era tramontato il Sole e, in assenza di illuminazione dello stadio, si rese necessario un replay.
| St. Louis 23 novembre 1904 | St. Rose Parish | 0 – 2 | Christian Brothers College | Francis Field |

## Classifica marcatori
| Calciatore              | Squadra | Gol |
| ----------------------- | ------- | --- |
| Alexander Noble Hall    | Canada  | 3   |
| Thomas Sylvester Taylor | Canada  | 3   |